# El Viking: Història d'un narco
El Viking: Història d'un narco (títol original en danès, The Viking - Narkokongens fald) és una minisèrie de televisió danesa estrenada el 2021. S'ha doblat i subtitulat al català.

## Sinopsi
La història narra la vida de Claus Malmqvist, considerat el narcotraficant més gran d'Europa, qui ho va tenir tot, però ho va pagar amb escreix perdent el que més valorava: la seva família. Quan era jove, desitjava una vida diferent. Havia crescut veient el seu pare, un comptable, treballar incansablement durant anys en una vida monòtona i convencional només per mantenir la família. Malmqvist va veure un altre camí, un altre món i una vida sense límits plena d'oportunitats.

## Repartiment
- Alex Høgh Andersen com a Claus Malmqvist
- Aline Brunn com a Valkyria Malmqvist
- Nicolai Jørgensen com a Lars Petersen
- Claus Malmqvist com a ell mateix
- John Alite com a ell mateix